# St. Peter am Kammersberg
St. Peter am Kammersberg, Sankt Peter am Kammersberg – gmina targowa w Austrii, w kraju związkowym Styria, w powiecie Murau. Liczy 2087 mieszkańców (1 stycznia 2015).